# Торговля лошадьми

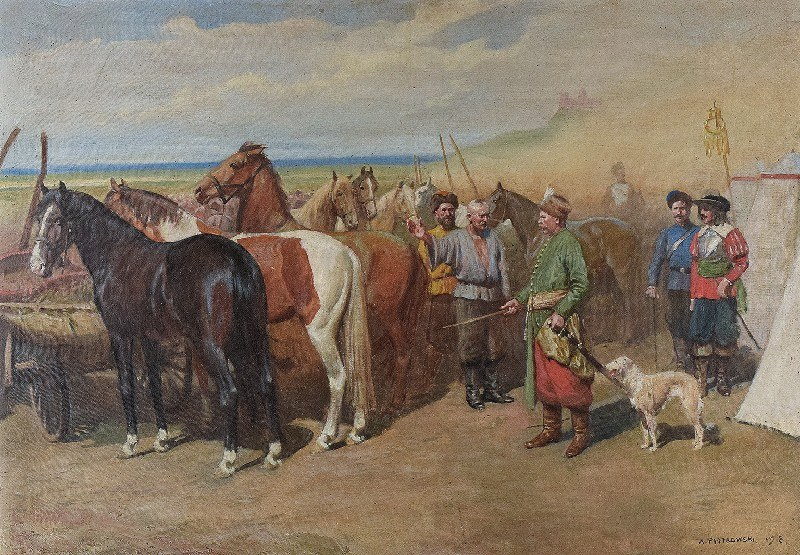
Картина Антония Пиотровского «Пан референдарий покупает коня» (1918)

Торговля лошадьми — продажа лошадей для различных целей. Поскольку в прошлом люди использовали лошадей во многих сферах деятельности (сельское хозяйство, транспорт, военное дело), торговля ими была одной из самых важных отраслей торговли. В настоящее время торговля лошадьми является гораздо менее значимой, значение сохраняет лишь продажа спортивных лошадей.

## Торговля лошадьми в Российской империи во второй половине XIX — начале XX веков
Лошадей в Российской империи в основном разводили в южных и центральных губерниях, что было связано с наличием там теплого сухого климата и свежих кормов. В Саратовской, Воронежской, Киевской, Подольской, Тамбовской, Черниговской губерниях, бывших центрами разведения лошадей, происходили еженедельные базары, где можно было приобрести хороших лошадей. Также в этих губерниях проходили большие ярмарки, на которых торговали, в том числе, и лошадьми. На наиболее крупных из них выставляли к продаже до 12 000 голов лошадей. Наиболее активно ярмарочная торговля проводилась в июне и сентябре. На ярмарках закупали лошадей для армии, также там приобретали лошадей иностранные торговцы, особенно австро-венгерские. В торговле лошадьми активно участвовали цыгане.
В крупных городах лошадями торговали на специально выделенных конных площадях. Так, в Санкт-Петербурге первоначально место конской торговли располагалось на Знаменской площади, после 1840-х годов его перенесли в конец Невского проспекта, а с 1870-х годов и до начала XX века лошадьми в Санкт-Петербурге торговали на специально выделенном участке на Александровском плацу. Там лошадей продавали три дня в неделю, в дни оживленного торга предлагалось к продаже до 500 голов, в дни затишья — около 150. Лошадей привозили в столицу империи от разных коннозаводчиков по железной дороге или пригоняли гуртами. Самых лучших лошадей сразу же приобретали для перепродажи крупные барышники, их на площадь для продажи не выводили. На площади быстрее всего раскупались старые и покалеченные лошади (многие из них продавались представителями извозо-промышленных учреждений и владельцами мелких промышленных и торговых предприятий, которым приходилось часто менять лошадей, быстро выходивших из строя в неблагоприятных для них городских условиях). Таких лошадей скупали сразу оптом татары для убоя на шкуры и мясо. Весной и летом цены на лошадей повышались, а зимой, когда фураж становился дороже, понижались.

## Аукционы по продаже спортивных лошадей

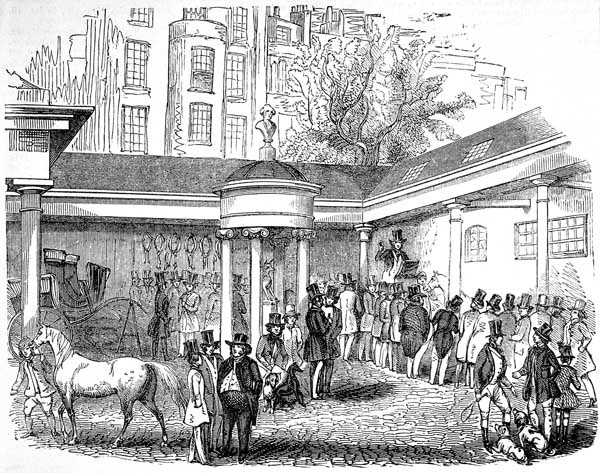
Аукцион Tattersall's на углу Гайд-парка, 1842 год

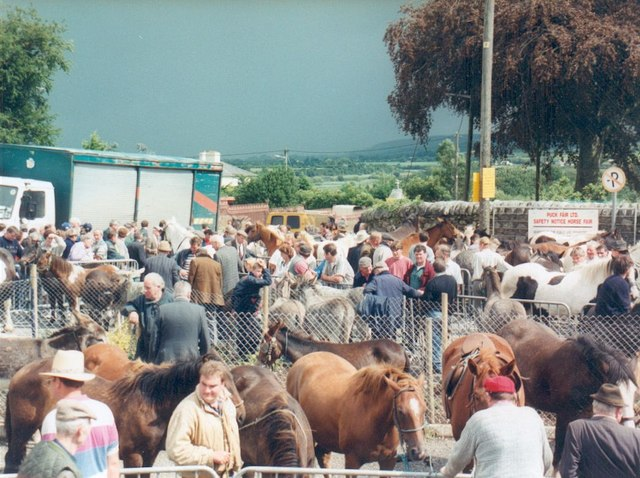
Торговля лошадьми на ярмарке в Киллорглин (Ирландия), 1996 год

В настоящее время в разных странах ежегодно проходят сотни аукционов по продаже чистокровных верховых лошадей. Но наиболее известны из них британский аукцион Tattersalls, американский аукцион Keeneland и австралийский аукцион Magic Millions.
Аукцион Tattersalls существует с 1766 года, многие британцы гордятся им как своим национальным достоянием. Этот аукционный дом пятнадцать раз в год выставляет на торги около десяти тысяч чистокровных лошадей в Ньюмаркете (Англия) и в графстве Мит (Ирландия), куда съезжаются покупатели из более чем пятидесяти стран мира. 
Американский аукционный дом Keeneland, расположенный в Лексингтоне, штат Кентукки, является ведущим в мире аукционным домом по продаже чистокровных верховых лошадей. Эта компания, существующая с 1930-х годов, ежегодно организует не только три аукциона мирового уровня (в январе продают лошадей всех возрастов, в сентябре продают годовалых лошадей, в ноябре — маточный состав), но и две крупнейшие скачки. На этом аукционе в 1985 году был установлен непревзойденный до настоящего времени ценовой рекорд, когда за сумму в 13,1 млн долларов был продан жеребец Seattle Dancer. Большинство самых дорогих годовалых жеребцов на этом аукционе было приобретено для эмира Дубая Мохаммеда ибн Рашида Аль Мактума.
Австралийский аукцион Magic Millions существует лишь с 1986 года, но стал серьезным конкурентом лучшим мировым аукционам. Этот аукционный дом устраивает двадцать пять торгов в год, а также проводит серию из девятнадцати скачек в шести штатах Австралии. Его послом стала дочь британской принцессы Анны олимпийская спортсменка Зара Тиндалл. 
В России в настоящее время существует только один аукцион по продаже лошадей, который проводит в апреле и сентябре конный завод «Восход» (Краснодарский край).